# Praia da Enseada (Bertioga)
A Praia da Enseada é uma praia urbana brasileira localizada no município de Bertioga, com mar agitado e ondas para o surf sua orla segue até o bairro do Indaiá.

## Características
A praia possui areia clara e dura com alguns coqueiros e quiosques sendo que nas proximidades do poluído Canal da Bertioga ela é imprópria para o banho estre as suas estruturas estão calçadão, ciclovia, praça, jardim, parque infantil e área para eventos.